# قائمة مدن البحرين

خريطة البحرين

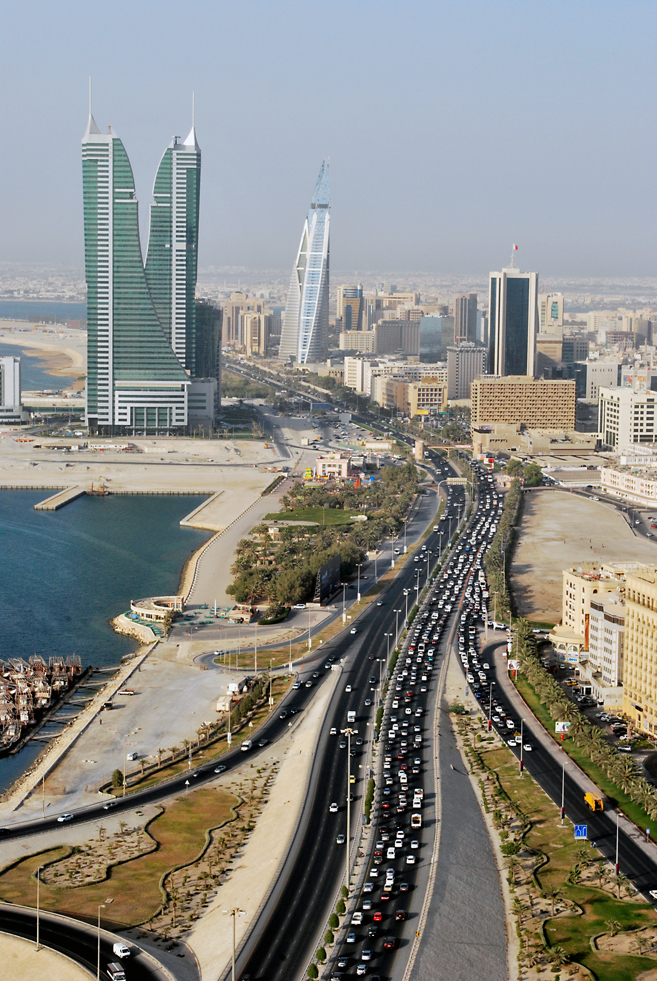
المنامة، عاصمة البحرين

هذه هي قائمة من المدن والبلدات في البحرين:
البحرين هي اصغر دولة عربية من حيث المساحة، وثالث اصغر دولة آسيوية، والمرتبة الثاني عشر تقريباً بين اصغر دول العالم مساحتا.

## المدن المشهورة بالبحرين
- المنامة: عاصمة البحرين وأكبر مدنها.[1]
- المحرق: تقع شرق مدينة المنامة في شمال البحرين،[2] وبها مطار البحرين الدولي.[3]
- سترة: تقع مدينة سترة في محافظة العاصمة.[بحاجة لمصدر]
- الرفاع: تقع المدينة بالكامل في المحافظة الجنوبية بعد إلغاء المحافظة الوسطى.[4]
- مدينة عيسى: مدينة حديثة سميت باسم الأمير الراحل عيسى بن سلمان آل خليفة.
- مدينة حمد: مدينة حديثة بنيت في عام 1984 وسميت باسم الملك حمد بن عيسى آل خليفة وتتميز بتنظيمها.
- مدينة زايد: مدينة حديثة أنشئت في 2003.

## مناطق صناعية
- شرق الحد
- منطقة سترة الصناعية
- مدينة شرق سترة
- ديار المحرق
- جزيرة دلمونيا
- جزر امواج
- نورانا
- المدينة الشمالية
- درة البحرين

## القرى المشهورة بالبحرين
- البديع: قرية صغيرة تقع في أقصى الشمال الغربي للبحرين وقد أسسها الدواسر منذ قدومهم لها في منتصف القرن التاسع عشر..
- البلاد القديم: بلاد القديم وهي من أقدم قرى البحرين، تقع في في محافظة العاصمة وتقربها قرى الخميس والزنج، كانت القرية قبل مجيء آل خليفة للبحرين تعتبر العاصمة حيث لم تكن العاصمة الحالية (المنامة) موجودة.
- كرباباد: هي قرية ساحلية تقع تحديداً في المحافظة العاصمة شمال البحرين و هي من احدى القرى و المناطق الاصيلة في البحرين و تشتهر بصنع السلال باستعمالها سعف النخيل و تشمل القرية على معالم سياحية مثل قلعة البحرين و متحف قلعة البحرين بالقرب من بحر كرباباد و تقع فيها بعض العيون العذبه للماء و تشتهر ببحر القرية المسمى ببحر كرباباد و الذي يزوره الكثير من السياح و يحتوي على الكثير من عربات بيع المأكولات اضافة للعديد من الانشطة الدينية للقرية
- الدراز: قرية بحرينية، وهي أكثر كثافة سكانية في المحافظة الشمالية. وتقع في المحافظة الشمالية مقابلة للبحر بين قرية البديع وباربار وتحدها من ناحية الجنوب قرية بني جمرة.
- الجنبية: قرية تقع في الشمال الغربي من البحرين، ونظراً لتغيّرات حديثة تغيرت القرية واندثرت القرية الأصلية والتي كانت تطل على البحر وسكانها انتقلوا لقرية القريّة القريبة منها، بينما توسعت منطقة الجنبية لتشمل مساحة كبيرة. مسمى القرية جاء أصلاً من أداة الـ جنبية، وهي نوع خاص من السكاكين الشخصية، تشبه الخنجر ولكنها أقل تقوساً منه ويتم وضعها على جانب الجسم وليس على البطن كما هو حال الخنجر، وهي أداة اشتهر بها أهالي القرية فسميت القرية باسمهم.
- بني جمرة: قرية تقع في المحافظة الشمالية، اشتهرت بالنسيج.
- الحد (البحرين): تقع في الطرف الجنوبي الشرقي من شبه جزيرة المحرق.
- عراد: تقع إلى الشرق من مدينة المحرق وغربي الحد، وبها قلعة عراد.
- كرزكان: قرية في المنطقة الغربية وتشتهر ببساتينها الخلابة.
- النعيم: من أشهر المناطق البحرينية وتم افتتاح أول مستوصف المختار
- قلالي: تقع في الشمال الشرقي من مدينة المحرق.
- سماهيج: تقع بالساحل الشمالي الشرقي من جزيرة المحرق.
- الدير: تقع على الشاطئ الشمالي لجزيرة المحرق وشرقي البسيتين.
- السنابس: قرية تقع بالمحافظة الشمالية وهي منطقة إستراتيجية تقع بالوسط وبالقرب من العاصمة.
- سترة: جزيرة تتميز بوجود المنطقة الصناعية فيها.
- سار: من كبرى القرى في المنطقة الشمالية إذ يوجد فيها ما يمسى بآثار سار من مقابر وتحف قديمة.
- المالكية: أكبر قرية في المنطقة الغربية من المحافظة الشمالية، تشتهر بالعيون كعين السلاط والمزارع، فيها مرقد ومسجد الأمير زيد بن صوحان أحد صحابه النبي (ص)، ولد فيها الشاعر الجاهلي طرفة بن العبد.
- بوري: تقع في المحافظة الشمالية ما بين الهملة وعالي وتشتهر بالزراعة والعيون.

## جميع مدن وقرى البحرين
بالترتيب الأبجدي:
| - أبو إبهام - أبو صيبع - أبوقوة - أم الحصم - البديع - البرهامة - البسيتين - باربار - بني جمرة - البلاد القديم - بوري - توبلي - الجسرة - الجنبية - جبلة حبشي - جد الحاج | - جد علي - جد حفص - جرداب - جنوسان - جو - الحجر - الحد - حلة العبد الصالح - الخميس - الدراز - الدير - الديه - دار كليب - دمستان - الرفاع - الزلاق | - الزنج - الساية - السقية - سار - سلماباد - سماهيج - سند - سترة - السنابس - السهلة - الشاخورة - شهركان - الصالحيه - الصخير - صدد - طشان | - العكر - عالي - عذاري - عراد - عسكر - عوالي - الغريفة - القدم - القرية - القضيبية - القلعة - قلالي - كرانة - كرباباد - كرزكان - الماحوز | - المالكية - المحرق - المرخ - المصلى - المعامير - المقشع - المدينة الشمالية - المنامة - مدينة حمد - مدينة زايد - مدينة عيسى - مقابة - النبيه صالح - النعيم - نويدرات - الهملة |

## حسب السكان
قائمة أكبر 10 مدن في البحرين حسب عدد السكان.
| مدن البحرين |            |            |
| الترتيب     | الاسم      | عدد السكان |
| 1.          | المنامة    | 297,502    |
| 2.          | المحرق     | 176,583    |
| 3.          | مدينة حمد  | 133,550    |
| 4.          | الرفاع     | 115,495    |
| 5.          | عالي       | 100,533    |
| 6.          | سترة       | 72,601     |
| 7.          | جد حفص     | 66,588     |
| 8.          | مدينة عيسى | 61,293     |
| 9.          | البديع     | 33,230     |
| 10.         | الدراز     | 20,000     |